# Bennebroek
Bennebroek es un antiguo municipio de la provincia de Holanda Septentrional, Países Bajos, fusionado en 2009 con el municipio de Bloemendaal. Antes de la unión, con una superficie de 1,75 km², era el ayuntamiento más pequeño de Holanda.